# Glicerofosfoinozitolna inozitolfosfodiestaraza
Glicerofosfoinozitolna inozitolfosfodiestaraza (EC 3.1.4.43, 1,2-ciklična-inozitol-fosfatna fosfodiesteraza, D-mio-inozitol 1:2-ciklična fosfat 2-fosfohidrolaza, D-inozitol 1,2-ciklična fosfat 2-fosfohidrolaza, D-mio-inozitol 1,2-ciklična fosfat 2-fosfohidrolaza, 1-D-mio-inozitol-1,2-ciklična-fosfat 2-inozitolfosfohidrolaza, inozitol-1,2-ciklična-fosfat 2-inozitolfosfohidrolaza) je enzim sa sistematskim imenom 1-(sn-glicero-3-fosfo)-1-mio-inozitol inozitolfosfohidrolaza. Ovaj enzim katalizuje sledeću hemijsku reakciju
1-(-glicero-3-fosfo)-1-mio-inozitol + H2O {\displaystyle \rightleftharpoons } glicerol + 1D-mio-inozitol 1-fosfat
Ovaj enzim takođe hidrolizuje Ins(ciklična1,2)P do Ins-1-P

## Literatura
- Nicholas C. Price; Lewis Stevens (1999). Fundamentals of Enzymology: The Cell and Molecular Biology of Catalytic Proteins (Third изд.). USA: Oxford University Press. ISBN 019850229X.
- Eric J. Toone (2006). Advances in Enzymology and Related Areas of Molecular Biology, Protein Evolution (Volume 75 изд.). Wiley-Interscience. ISBN 0471205036.
- Branden C; Tooze J. Introduction to Protein Structure. New York, NY: Garland Publishing. ISBN 0-8153-2305-0.
- Irwin H. Segel. Enzyme Kinetics: Behavior and Analysis of Rapid Equilibrium and Steady-State Enzyme Systems (Book 44 изд.). Wiley Classics Library. ISBN 0471303097.
- William P. Jencks (1987). Catalysis in Chemistry and Enzymology. Dover Publications. ISBN 0486654605.

## Spoljašnje veze
- Glycerophosphoinositol+inositolphosphodiesterase на 